# Pollanisus
Pollanisus là một chi bướm đêm thuộc họ Zygaenidae.

## Các loài
- Pollanisus acharon (Fabricius, 1775)
- Pollanisus angustifrons Tarmann, 2005
- Pollanisus apicalis (Walker, 1854)
- Pollanisus calliceros Turner, 1926
- Pollanisus commoni Tarmann, 2005
- Pollanisus contrastus Tarmann, 2005
- Pollanisus cupreus Walker, 1854
- Pollanisus cyanota (Meyrick, 1886)
- Pollanisus edwardsi Tarmann, 2005
- Pollanisus empyrea (Meyrick, 1888)
- Pollanisus eumetopus Turner, 1926
- Pollanisus eungellae Tarmann, 2005
- Pollanisus incertus Tarmann, 2005
- Pollanisus isolatus Tarmann, 2005
- Pollanisus lithopastus Turner, 1926
- Pollanisus modestus Tarmann, 2005
- Pollanisus nielseni Tarmann, 2005
- Pollanisus subdolosa (Walker, 1865)
- Pollanisus trimacula (Walker, 1854)
- Pollanisus viridipulverulenta (Guérin-Méneville, 1839)